# Chyť je, když to dokážeš
Chyť je, když to dokážeš (v anglickém originále Catch 'Em If You Can) je 18. díl 15. řady (celkem 331.) amerického animovaného seriálu Simpsonovi. Scénář napsal Ian Maxtone-Graham a díl režíroval Matthew Nastuk. V USA měl premiéru dne 25. dubna 2004 na stanici Fox Broadcasting Company a v Česku byl poprvé vysílán 7. ledna 2007 na stanici ČT2.

## Děj
Bart přednáší ostatním studentům v autobuse o vodních balóncích. Poté, co jedním z nich zasáhne Lízu, se s ním celou cestu domů pere. Marge je zastaví a řekne dvojici, že jedou do Ohia oslavit narozeniny strýčka Tyrona. Bart a Líza jsou z tohoto nápadu smutní, protože Tyrone si vloni stěžoval, proč je stále ještě naživu. Homer a Marge ustoupí a dovolí dětem zůstat doma; Marge však trvá na tom, aby společně podnikli jednu rodinnou aktivitu, a tak si rodina půjčí romantický film. Pro Barta a Lízu je jeho sledování tak strašné, že Homerovi a Marge zkazí jakoukoli chvíli, kterou by film mohl vytvořit. 
Homer a Marge se těší na výlet bez dětí, protože jim zkazí každou možnou příležitost k intimnostem. Druhý den na letišti vidí ve vedlejší frontě lidi oblečené v havajských košilích a skrovných topech, jak odlétají do Miami. To je přiměje zavzpomínat na jejich nepříliš vydařené líbánky u billboardu na pláži ve zchátralé části Springfieldu. Z rozmaru se rozhodnou vzdát se návštěvy Tyrona a nasednout do letadla do Miami jako na druhé líbánky. Protože je let přeplněný, jsou k jejich velké radosti přeřazeni do první třídy. 
Bart, Líza a dědeček se ve zprávách dozvídají, že hotel v Daytonu, kde mají Marge a Homer bydlet, zcela zničilo tornádo. Když Líza zavolá Marge a ta Líze oznámí, že je vše v pořádku a že jsou s Homerem v Daytonu. Bart je podezřívavý a pomocí posledního příchozího telefonního čísla zjistí, že jejich rodiče jsou v Miami. Spolu s Lízou přemluví dědečka, aby je tam odvezl. 
Homer a Marge vidí, že na ně děti čekají před dveřmi hotelového pokoje, a tak před dvojicí připravenou je vystopovat utečou a Bart a Líza v instrumentální hudební montáži pronásledují své rodiče. S placením za pronásledování nebudou mít potíže vzhledem k tomu, že Homer si půjčil kreditní kartu Neda Flanderse a Bart si půjčil kreditní kartu Roda Flanderse. Mezitím v Miami děda najde společnost u starého muže jménem Raúl, jenž jej zdánlivě poslouchá, nicméně má vypnuté naslouchátko. 
Homer a Marge se konečně ocitnou u Niagarských vodopádů, kde zjistí, že už se tam nacházejí i Bart s Lízou. Když je děti konfrontují, souhlasí s tím, že je nechají dělat nepořádek v pokoji. Druhý den se Bart a Líza s pocitem viny rozhodnou dát rodičům trochu prostoru a vyrazí do zábavního parku, přičemž nechtěně narazí na Homera a Marge, kteří se tam také vytratili, aby byli chvíli sami. Když si Líza nenechá nic vysvětlit, rozzlobení Homer a Marge se dají znovu na útěk a najdou útočiště v obřím nafukovacím hradu, který se kvůli jejich milostnému dovádění zřítí do řeky Niagary. Kanadští a američtí záchranáři se začnou přetahovat o to, kdo je má zachránit, zatímco dvojice pluje směrem k vodopádům a jisté smrti, jenže je zachrání jejich velké plovací zařízení. Projíždí kolem loď, jejíž kapitán se jich ptá, zda je někdo naživu. Homer a Marge zevnitř nafukovacího hradu, který pluje pryč, vykřiknou, že jsou živější než všechny části lodi, a pod vodopády se oddávají bojovému uměleckému pohlavnímu styku. Bart a Líza, kteří se dívají z dalekohledu, usoudí, že všechno dopadlo dobře. 
Mezitím zpátky ve Springfieldu Ned a Rod Flandersovi dostanou měsíční účty za kreditní karty a zalapají po dechu nad poplatky, které Homer a Bart nadělali.

## Kulturní odkazy a přijetí
Název epizody je odkazem na film Chyť mě, když to dokážeš, jenž je parodován i v hudební montáži. 
Homer cestuje letadlem první třídou a říká: „Podívej se na mě, čtu si časopis Ekonom. Jestlipak jsi věděla, že je Indonésie na rozcestí?“ a na údiv své ženy prostě odpoví: „Teď to víš!“. O čtyři dny později se v The Economist skutečně objevil článek o Indonésii, který se zmiňoval o „rozcestí“, a v krátkých týdenních komentářích byla zmíněna i epizoda Simpsonových. Název čísla zněl „Indonéský gambit“. O sedm měsíců později vyšel v The Economist titulek na obálce „Indonésie na rozcestí“. 22. září 2013 pokračoval běžící gag přímou zmínkou a 4. října 2014 nepřímou.
Díl měl u kritiků dobrý ohlas. V roce 2005 získal Cenu Sdružení amerických scenáristů za nejlepší animovaný scénář.